# Circulifer
Genre
Circulifer est un genre d'insectes hémiptères de la famille des Cicadellidae.

## Liste des espèces
Selon Biolib.cz : 
- Circulifer alboflavovittatus Lindberg, 1954
- Circulifer dubiosus (Matsumura, 1908)
- Circulifer haematoceps (Mulsant & Rey, 1855)
- Circulifer hispaniae Young & Frazier, 1954
- Circulifer nitidus Young & Frazier, 1954
- Circulifer opacipennis (Lethierry, 1876)
- Circulifer rubrivenosus (Scott, 1876)
- Circulifer tenellus (Baker, 1896) – cicadelle de la betterave